# Saint Albin Verlag
Der Saint Albin Verlag wurde 1987 unter dem Namen FSP in Berlin gegründet. Seit 1993 existiert er unter dem jetzigen Namen.
In ihm sind das Internationale Jahrbuch der Bettina-von-Arnim-Gesellschaft, die Bettina-von-Arnim-Studien, die Dissertationsreihe Berliner Beiträge zur Germanistik, die Beiträge zu Wiepersdorfer Kolloquien sowie Belletristik von Erhard Schwandt erschienen.